# Zacharie Allemand

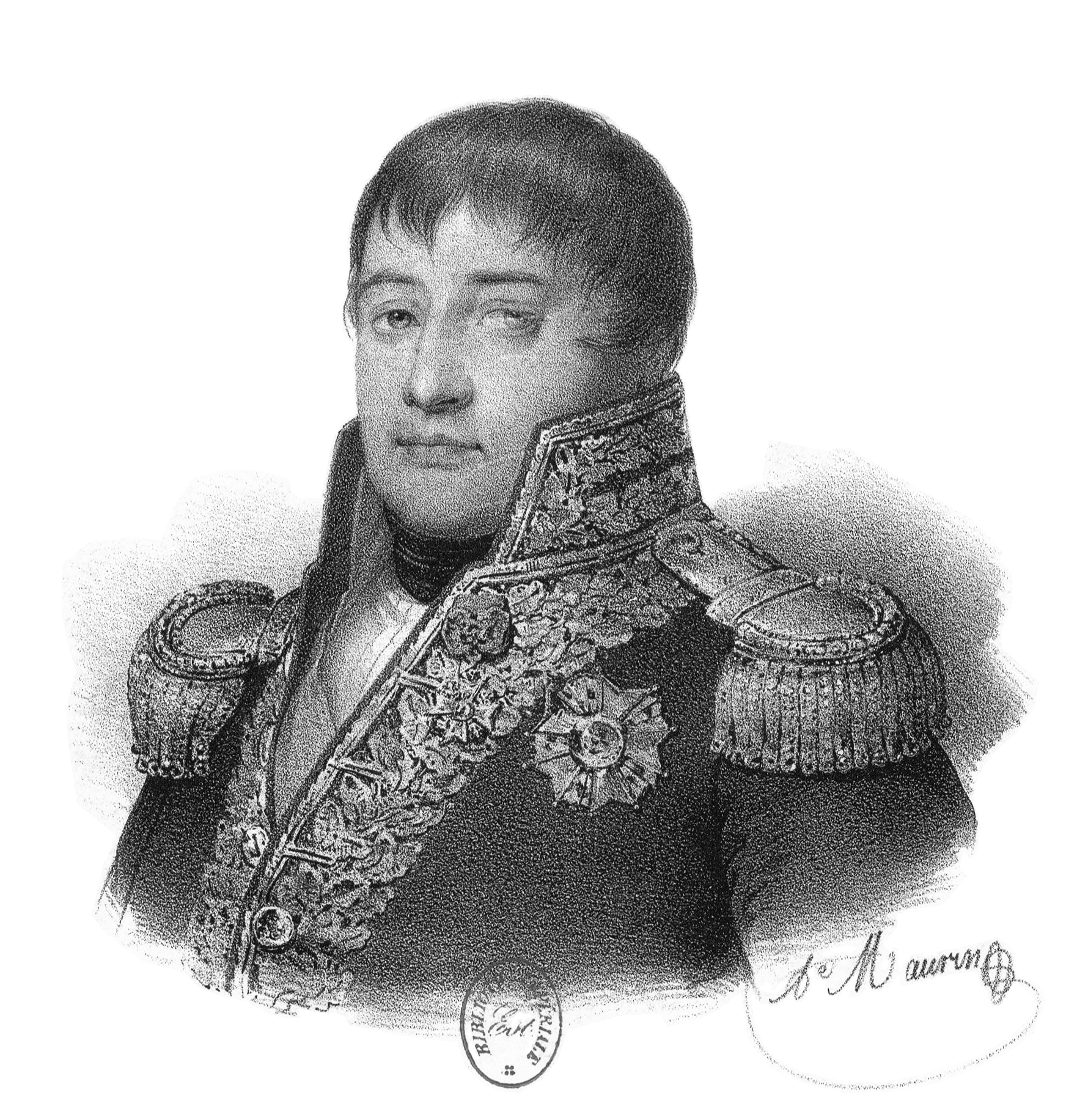
Almirante Zacharie Allemand

Zacharie Jacques Théodore Allemand (Port-Louis, 1 de maio de 1762 - Toulon, 2 de março de 1826) foi um almirante francês.
Zacharie era filho de Philippe Allemand, oficial da Marinha Real, e de Marie-Jeanne Perron.
Após trabalhar como piloto aprendiz na Companhia das Índias Orientais, em 1779 ingressou como voluntária na Marinha Real Francesa e participou de inúmeras batalhas e eventos históricos, como a Revolução Francesa, chegando a patente de Almirante. Em 1813 recebeu a condecoração de Grande Oficial da Legião de Honra.
Em maio de 1814 foi nomeou membro da Academia de Ciências da França, tornando-se presidente desta instituição.
Morreu em sua casa, na cidade de Toulon em março de 1826.
Zacharie nasceu num sábado, dia 1° de maio de 1762 e faleceu numa quinta-feira, dia 2 de março de 1826.